# Campionati europei di atletica leggera 1934 - Getto del peso
La gara del getto del peso maschile si tenne il 9 settembre

## Risultati

### Finale
| Pos | Nome                 | Nazione        | Misura | Note |
| --- | -------------------- | -------------- | ------ | ---- |
| 1   | Arnold Viiding       | Estonia        | 15.19  | CR   |
| 2   | Risto Kuntsi         | Finlandia      | 15.19  |      |
| 3   | František Douda      | Cecoslovacchia | 15.18  |      |
| 4   | Samuel Norrby        | Svezia         | 15.10  |      |
| 5   | Valfrid Rahmqvist    | Svezia         | 15.01  |      |
| 6   | József Darányi       | Ungheria       | 14.86  |      |
| 7   | Zygmunt Heljasz      | Polonia        | 14.78  |      |
| 8   | Hans Woellke         | Germania       | 14.67  |      |
| 9   | Clément Duhour       | Francia        | 14.07  |      |
| 10  | Jules Noël           | Francia        | 14.00  |      |
| 11  | Aad de Bruyn         | Paesi Bassi    | 13.88  |      |
| 12  | Aleksandar Kovacevic | Jugoslavia     | 13.88  |      |
| 13  | Lauro Bonincini      | Italia         | 13.33  |      |